# Servius Sulpicius Similis

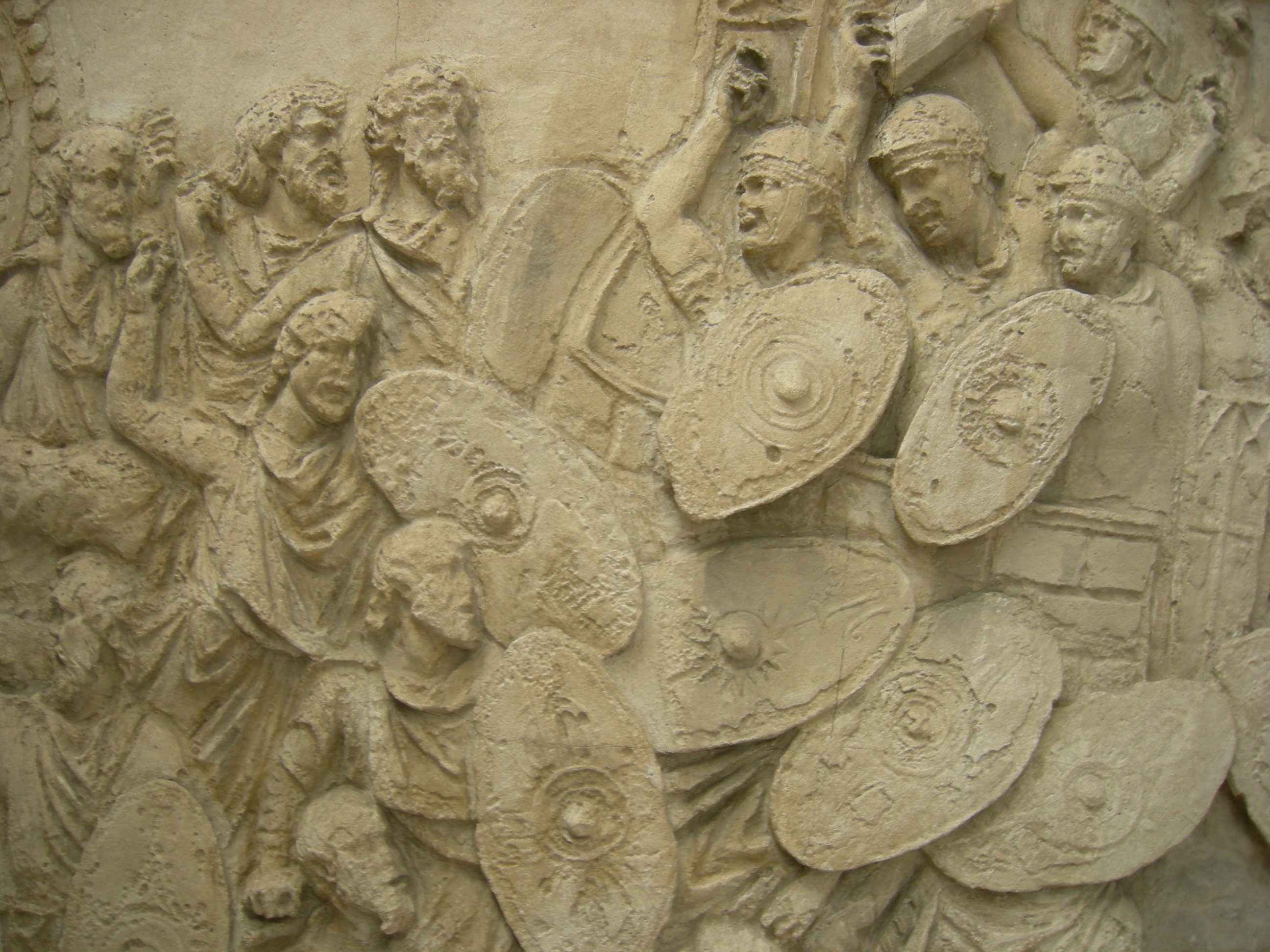
Schlachtszene zwischen den Dakern und den Römern auf der Trajanssäule

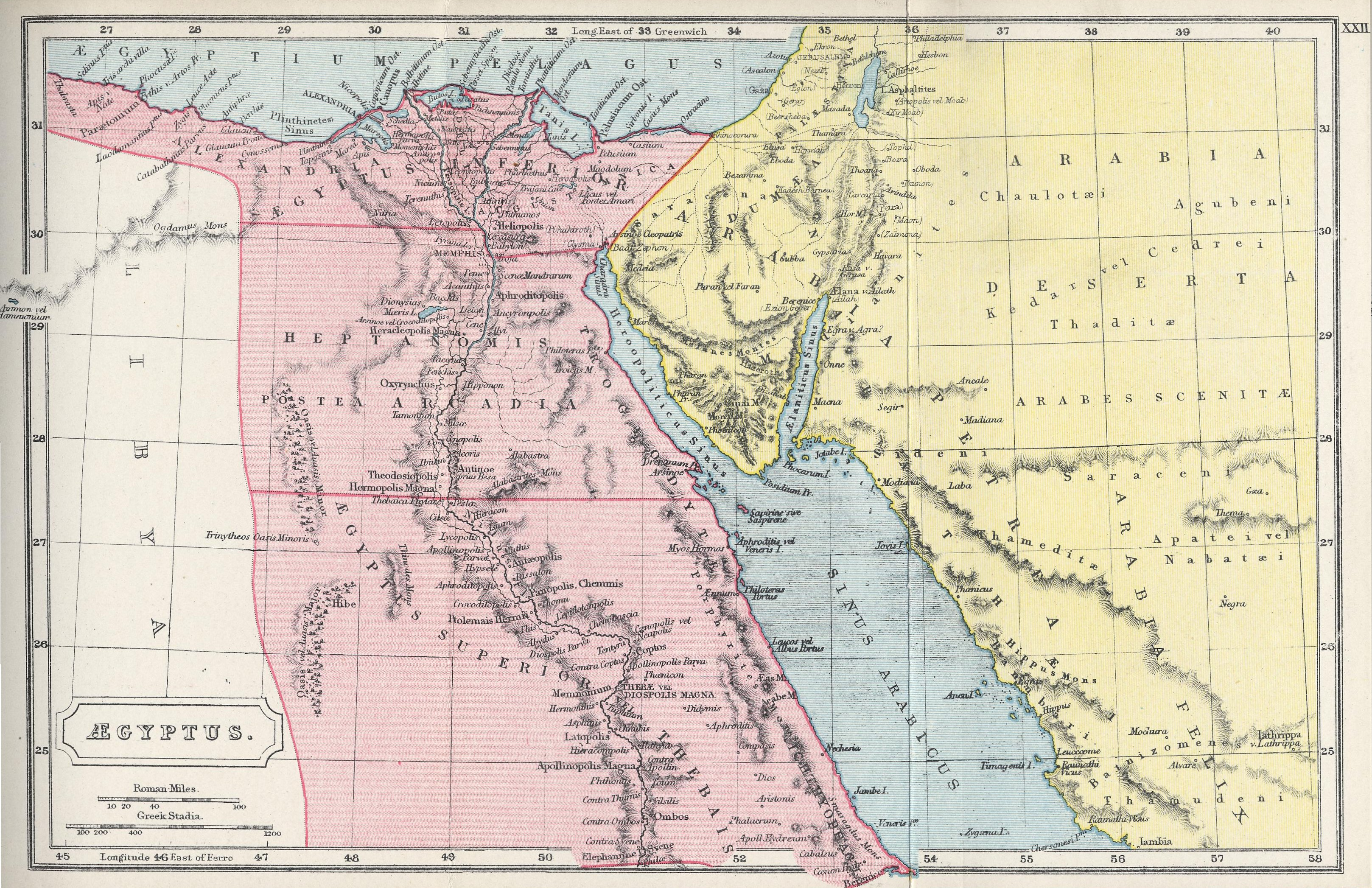
Die kaiserliche Provinz Ägypten

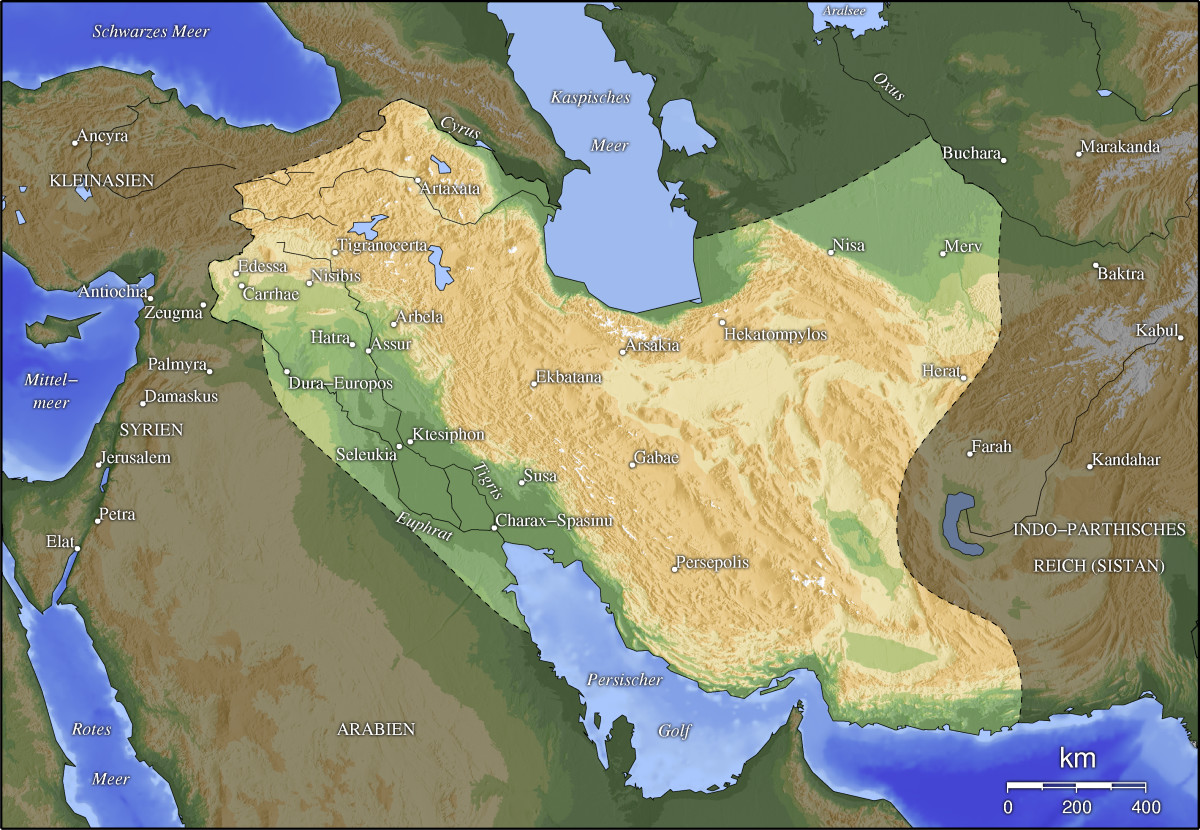
Ungefähre Ausdehnung des Partherreichs

Servius Sulpicius Similis (* im 1. Jahrhundert; † vermutlich um 125) war ein römischer Plebejer, der unter Kaiser Trajan in den Ritterstand aufstieg und eine außergewöhnliche Karriere absolvierte.
Im Rang eines Centurio hatte er sich vermutlich am Ersten Feldzug des Trajan gegen die Daker herausragend bewährt, so dass der Kaiser auf ihn aufmerksam wurde. Trajan schätzte neben der soldatischen Tüchtigkeit wohl den bescheidenen, ehrlichen Charakter des Servius Sulpicius Similis. Cassius Dio begründete diese Annahme aus seiner überlieferten Anekdote.
Nach seinem Militärdienst wurde Servius Sulpicius Similis laut einem Fragment Ulpians um das Jahr 106 zum praefectus annonae ernannt. In diesem Amt war er für die Getreideversorgung der Stadt Rom verantwortlich.
Im folgenden Jahr führte er als praefectus Aegypti die Statthalterschaft in der kaiserlichen Provinz Ägypten bis zum Jahr 112 aus. Als Statthalter einer kaiserlichen Provinz hatte er den Oberbefehl über die dortigen Truppen sowie die Führung über das Finanz- und Steuerwesen. Auch übte er als höchste richterliche Instanz die Gerichtsgewalt in der Provinz aus. In der Forschung besteht weitestgehend Einigkeit darüber, dass Rom kein zentrales Edikt erlassen hatte, das die Gerichtsgewalt für die ägyptische Provinz geregelt hätte. Neben dem Schwertrecht (ius gladii) übte Sulpicius Similis das ius edicendi stattdessen selbst aus. Darin lag die Befugnis, neue Edikte zu erlassen, bestehende Edikte aufzuheben oder zu übernehmen. Bekannt wurde durch den Fund eines Papyrus, dass er sich im Urteil zu einem Rechtsstreit im Jahr 109 auf ein früheres Edikt berief, das zwanzig Jahre zurücklag. Er wendete das Edikt des Vorgängers an und ließ es erneut beurkunden. Das Edikt erläutert materiell- und formalrechtliche Grundprinzipien der Funktionsweise von Besitzarchiven (Grundeigentumsrecht). Die Überlieferung erfolgte nicht unmittelbar, sondern geht auf eine später erfolgte Petition der Dionysia aus dem Jahr 186 zurück. Auch befasste er sich – in Abweichung zum römischen Recht – mit der Thematik, inwieweit Peregrine (suis legibus) Testamente ändern durften, statt sie neu erlassen zu müssen, was in Rom als unumstößliche Regel galt.
In seinem weiteren Werdegang wurde er vermutlich noch im Jahr 112 zum Prätorianerpräfekten ernannt. Zu seiner Seite wurde als Amtskollege der Ritter Publius Acilius Attianus bestellt. In der neueren Forschung wird es für wahrscheinlich gehalten, dass Servius Sulpicius Similis sich auch an dem Feldzug gegen die Parther in den Jahren 113–114 beteiligte und von Trajan mit einer dona militaria ausgezeichnet wurde. Bei der Thronbesteigung Kaiser Hadrians im Jahr 117 spielte er mit seinem Amtskollegen eine wichtige Rolle; ihnen verdankte Hadrian wesentlich die Anerkennung seiner Herrschaft.
Cassius Dio berichtet, dass Servius Sulpicius Similis sein Amt als Prätorianerpräfekt nur widerwillig angetreten hatte und im Jahr 118, im ersten Regierungsjahr unter Kaiser Hadrian, um seine Entlassung ersuchte. Dem Gesuch kam Hadrian nur ungern nach, da Servius Sulpicius Similis als überaus loyal galt und über einen ausgezeichneten Ruf verfügte. Vermutlich im Jahr 125, nach sieben Jahren im Ruhestand, verstarb Servius Sulpicius Similis auf einem Landsitz. Auf seinem Grabstein soll nur eine kleine in Bescheidenheit, die ihn zu Lebzeiten auszeichnete, gehaltene Inschrift gestanden haben.